# 25184 Taylorgaines
25184 Taylorgaines è un asteroide della fascia principale. Scoperto nel 1998, presenta un'orbita caratterizzata da un semiasse maggiore pari a 2,8021293 UA e da un'eccentricità di 0,0515329, inclinata di 2,67436° rispetto all'eclittica.